# Evan Vucci
Evan Vucci (nascido em 1976 ou 1977) é um fotojornalista americano. Ele é o fotógrafo-chefe da Associated Press em Washington, D.C.. Vucci fotografa e produz projetos de fotografia e vídeo em todo o mundo, bem como sobre vários assuntos, incluindo esportes em Washington, D.C., as forças armadas dos EUA e a política do país.
Ele fez parte da equipe de reportagem da AP que ganhou o Prémio Pulitzer de Reportagem Fotográfica de 2021. Em julho de 2024, ele tirou fotografias de Donald Trump ferido levantando o punho após uma tentativa de assassinato.

## Infância e educação
Vucci nasceu em Olney, Maryland, em 1976 ou 1977. Sua mãe era secretária e seu pai era policial.
Vucci matriculou-se no Instituto de Tecnologia de Rochester em Rochester, Nova Iorque, em 1995, no caminho para a fotografia comercial. Enquanto estava lá, ele assistiu a uma palestra ministrada pelo fotojornalista Michael Williamson. Na palestra, Williamson mostrou seu trabalho e falou de suas viagens pelo mundo enquanto trabalhava no The Washington Post. Vucci ficou impressionado com as fotografias e a vida que Williamson viveu e mudou sua especialização para se concentrar no fotojornalismo. Ainda matriculado no Instituto de Tecnologia de Rochester, Vucci fotografou esportes para a Reuters.
Vucci se formou no Instituto de Tecnologia de Rochester com bacharelado em ilustração fotográfica profissional em 2000.

## Carreira
Depois de se formar na faculdade, Vucci mudou-se para Fayetteville, Carolina do Norte, e assumiu um cargo de 30 horas semanais no The Fayetteville Observer. Depois de cerca de três meses, Vucci percebeu que a vida num jornal de uma pequena cidade não era para ele. Vucci conseguiu um emprego em Sydney, Austrália, para trabalhar para o Comité Olímpico Internacional como gerente fotográfico durante os Jogos Olímpicos de Verão de 2000. Enquanto trabalhava em Sydney, Vucci conheceu o então fotógrafo da Associated Press Doug Mills, que o ajudaria a entrar na Associated Press como fotojornalista freelancer.
No final de 2003, Vucci aceitou um cargo na Associated Press. Uma das fotos mais icônicas de Vucci veio do Iraque enquanto ele trabalhava para a Associated Press. No domingo, 14 de dezembro de 2008, Vucci esteve em uma coletiva de imprensa conjunta entre o presidente dos Estados Unidos, George W. Bush, e o primeiro-ministro do Iraque, Nouri al-Malik, em Bagdá, capital do Iraque. A conferência de imprensa conjunta deveria anunciar a assinatura de um Acordo de Estatuto de Forças, que permitia aos militares dos Estados Unidos permanecer no Iraque. Durante a conferência de imprensa, o jornalista iraquiano Muntadhar al-Zaidi atirou os seus sapatos no presidente Bush.
Em 2008, Vucci fez várias visitas à Base Operacional para a Frente Marez em Mossul, Iraque, traçando perfis de soldados e suas histórias. Seu foco principal era um Pelotão de Escoteiros de Cavalaria da Tropa Assassina, 3.º Esquadrão, 3.º Regimento de Cavalaria Blindada (3 ACR). Ele passou várias semanas integrado ao pelotão filmando suas patrulhas e a vida pregressa em um Posto Avançado de Combate no oeste de Mosul. Muitos desses soldados ficaram feridos e três foram mortos.
Em 2020, Vucci cobriu os protestos contra a morte de George Floyd para a Associated Press. Atuando como fotógrafo-chefe da Associated Press em Washington, D.C., ele fez parte da equipe de reportagem da AP que ganhou o Prémio Pulitzer de Reportagem Fotográfica de 2021.

### Imagens durante tentativa de assassinato de Donald Trump
Em 13 de julho de 2024, Vucci fotografou o ex-presidente e candidato presumível do Partido Republicano, Donald Trump, sendo conduzido para fora do palco após sobreviver a uma tentativa de assassinato, com o punho de Trump levantado no ar e sangue no lado direito do rosto. A fotografia foi amplamente compartilhada nas redes sociais e usada como imagem de cada da Time.